# Charles Hardinge (baron)
Charles Hardinge (ur. 20 czerwca 1858, zm. 2 sierpnia 1944 w Penshurst w Kencie) – brytyjski arystokrata dyplomata i polityk, ambasador w Rosji i Francji, wicekról Indii.

## Życiorys
Był  młodszym syn Charlesa Hardinge'a, 2. wicehrabiego Hardinge i Lavinii Bingham, córki 3. hrabiego Lucan.
Po zakończeniu nauki rozpoczął pracę w korpusie dymplomatycznym w 1880 r. W 1904 r. został ambasadorem Wielkiej Brytanii w Petersburgu. Dwa lata później, pomimo swych konserwatywnych przekonań, przyjął posadę podsekretarza stanu w Foreign Office w liberalnym rządzie Campbell-Bannermana. W 1910 r. zasiadł w Izbie Lordów jako baron Hardinge of Penshurst i został mianowany wicekrólem Indii.
Przyjmował króla Jerzego V w 1911 r., kiedy ten przybył koronować się na cesarza Indii. W 1912 r. przeniósł stolicę kolonialnych Indii z Kalkuty i do Nowego Delhi. Indyjscy nacjonaliści kilkakrotnie próbowali zabić Hardinge'a, ale on sam starał się nawiązać jak najbardziej przyjazne relacje z narodowymi organizacjami indyjskimi. Zyskał też sympatię za swój sprzeciw wobec antyhinduskiej polityki imigracyjnej władz Południowej Afryki.
Dzięki polityce Hardinge'a udało się uniknąć poważniejszych zaburzeń w Indiach podczas I wojny światowej, kiedy to większość brytyjskich wojsk została wycofana na front europejski.
W 1916 r. Hardinge wrócił do Anglii i ponownie został podsekretarzem stanu w Foreign Office. W 1920 r. został ambasadorem w Paryżu. Urząd ten sprawował do 1922 r., kiedy to odszedł na emeryturę. Zmarł w 1944 r.

## Życie prywatne
17 kwietnia 1890 r. poślubił Winifred Selinę Sturt (1868–1914), córkę Henry’ego Sturta, 1. barona Alington i lady Augusty Bingham, córki 3. hrabiego Lucan. Charles i Winifred mieli razem dwóch synów i córkę:
- Edward Charles Hardinge (1892–1914), zginął podczas I wojny światowej
- Alexander Henry Louis Hardinge (1894–1960), 2. baron Hardinge of Penshurst
- Diamond Evelyn Violet Hardinge (1900–1927), żona majora Robert Abercromby’ego, 9. baroneta